# Sécurité sociale en Suisse
Dépenses des assurances sociales en Suisse en 2021 :
- Prévoyance professionnelle (32 %)
- AVS (25 %)
- Assurance maladie (18 %)
- Assurance chômage (8 %)
- Assurance-invalidité (5 %)
- Autres : accidents, allocations familiales, PC et APG (12 %)

La sécurité sociale en Suisse est le système suisse d'indemnisation des citoyens victimes des aléas de la vie (comme le chômage, la maladie, les accidents, la vieillesse, le décès d'un parent pour un mineur, etc.).
La sécurité sociale n'est pas unifiée en Suisse, puisqu'on dénombre :
- 3 assurances sociales différentes de type universel (qui protègent l’ensemble de la population résidant en Suisse contre les risques maladie, vieillesse, survivants et invalidité) ;
- 4 assurances sociales qui ne s’adressent qu’aux personnes salariées (en cas de chômage, d'accident, de vieillesse, d'invalidité, etc.) ;
- 2 assurances sociales qui ne concernent que les militaires et les personnes engagées dans la protection civile ou le service civil (une qui compense le gain perdu et l'autre qui est une assurance généraliste) ;
- 1 assurance sociale qui s’adresse aux seules mères qui ont un emploi (allocations de perte de gain en cas de maternité) ;
- 1 assurance sociale qui soutient la famille (allocations familiales).

## Prestations sociales
- Système des trois piliers
  - Prestations de l'État
    - L'assurance-vieillesse et survivants (AVS)
    - L'assurance-invalidité (AI)
    - Les prestations complémentaires (PC) à l'AVS et à l'AI

  - La prévoyance professionnelle (LPP)
  - La prévoyance individuelle
- Les allocations familiales (AF)
- Les allocations pour perte de gain (APG) couvrant l'assurance maternité
- L'aide sociale
- L'assurance chômage (AC)
- L'assurance maladie (LAMAL)
- L'assurance-accident (LAA)
- L'assurance militaire (LAM)

## Acteurs
- L'État (confédération, cantons, communes)
- Les partis politiques
- Les organisations sociales, professionnelles ou interprofessionnelles (syndicats)
- Les associations patronales